# Eilema recticosta
Eilema recticosta är en fjärilsart som beskrevs av De Toulgoët 1956. Eilema recticosta ingår i släktet Eilema och familjen björnspinnare. Inga underarter finns listade i Catalogue of Life.